# Profundulus
Profundulus är ett släkte äggläggande tandkarpar som lever i Mexiko, Guatemala och andra dem närliggande länder i Centralamerika. Det är det enda släktet i den monotypiska familjen Profundulidae. Mycket få av arterna, om någon, har svenska namn.

## Utseende
Alla Profundulus är långsträckta, och blir som fullvuxna 7,5–11 centimeter långa. Samtliga arter förevisar en stor könsdimorfism. Hanarna har i så gott som samtliga fall extremt mättade, välutvecklade röda och/eller blå färger, medan honorna är enfärgat bruna eller oansenligt grå.

## Livscykel
Flertalet arter räknas till så kallade halvannuella arter, som lever i områden där vattendragen vissa år helt eller delvis torkar ut under torrperioden. Arterna överlever då endast genom sina ägg, som klarar sig i gyttjan efter att vattnet torkat ut, och sedan kläcks under regnperioden. Denna äggens viloperiod kallas diapaus. Till skillnad från de släkten av äggläggande tandkarpar som hör till årstidsfiskarna – också kallade annuella arter – vilka lever i områden där allt vatten alltid torkar ut under torrperioden, så kan äggen hos de halvanuella Profundulus dock överleva även utan fullständig torka och diapaus.

## Profundulusi fångenskap
Många av arterna odlas regelbundet i akvarium. Vid odling i akvarier fås bäst kläckningsresultat om man efterliknar de naturliga förhållandena, och låter äggen genomgå en diapaus. Man håller då romkornen i lätt fuktad torv i lufttäta behållare under två till fyra veckor beroende på art, varefter äggen blötläggs och kläcks i vatten. Äggen kan som tidigare nämnt också inkuberas uteslutande i vatten, utan diapaus, men vanligtvis blir andelen livsdugliga yngel då mindre.

## Etymologi
Namnet kommer av latinets fundus, som betyder "djup".

## Arter
Det finns 8 nominella arter beskrivna:
- Profundulus candalarius Hubbs, 1924
- Profundulus guatemalensis (Günther, 1866)
- Profundulus hildebrandi Miller, 1950
- Profundulus kreiseri Matamoros, Schaefer, Hernández & Chakrabarty, 2012
- Profundulus labialis (Günther, 1866)
- Profundulus oaxacae (Meek, 1902)
- Profundulus portillorum Matamoros & Schaefer, 2010
- Profundulus punctatus (Günther, 1866)